# Katie Hall
Katharine "Katie" Hall (Mercer Island, Washington, 6 de gener de 1987) és una ciclista estatunidenca. Professional des del 2014 fins al 2020.

## Palmarès
- 2013
  - Vencedora de 2 etapes al Mount Hood Cycling Classic
- 2015
  - Vencedora d'una etapa al Tour de San Luis
  - Vencedora d'una etapa a la Volta a Califòrnia
  - Vencedora d'una etapa a la Volta a Turíngia
- 2016
  - 1a al Tour de San Luis i vencedora d'una etapa
- 2017
  - Vencedora de 2 etapes al Tour de Gila
  - Vencedora d'una etapa a la Volta a Califòrnia
  - Vencedora d'una etapa al Redlands Bicycle Classic
- 2018
  - 1r a la Joe Martin Stage Race i vencedora d'una etapa
  - 1r al Tour de Gila i vencedora d'una etapa
  - 1r a la Volta a Califòrnia i vencedora d'una etapa